# 滅漢種策
《滅漢種策》，是中國清朝末期在日本東京的革命黨人所編寫的小冊子，是革命黨人假託滿人口吻編寫的革命宣傳品，目的在於動員民眾仇視滿人，以實現「驅逐韃虜，恢復中華」的目標。
在清朝滅亡的一個世紀後，《滅漢種策》一書重新流行並在網路上流傳，且被部分人視為「滿族長期以來企圖對漢族實行種族滅絕」的證据。

## 背景
1905年，日本駐長沙副領事井原真澄在報告中稱，中國留日學生中的革命思想者將《滅漢種策》和《孫逸仙演說》輸入中國。晚清長沙是革命派與黨活動的重要場所，也是東京留日學生在國內從事秘密活動的一個重要據點，黃興、宋教仁、陳天華等革命黨人的宣傳品通常是在日本東京印刷之後，通過秘密途徑運抵長沙，並且由長沙向全國各地擴散。
該書在革命宣傳書籍中屬流傳較廣者，在宣傳中曾有將本書與《革命軍》、《猛回頭》合刊之例。
1907年，袁世凱表示：「該逆（革命黨人）又假託滿人上滅漢種策，刊印散佈，愚弄士民。既用排滿之說疑誤滿人，更借滅漢之說激聳漢人，離間讒構狡譎已極。而外人之幸災樂禍者，欲享漁人之利，因其愚而嗾之。該逆不顧滅種之禍，覆巢之危，喪心病狂，曾何足惜。」

## 內容
《滅漢種策》的初版為22頁的小冊子:367，其封面為墨筆書寫的大字「滅漢種策」，書名旁註曰「五百萬同胞必讀」，此「五百萬」指當時滿族人口數，該書作者自稱是在美國留學的愛新覺羅宗室:116。
該書分為正文與眉批按語兩部分，正文部分仿滿人口吻講述他們對漢人咬牙切齒的仇恨，以及將漢人全部消滅之計劃；按語部分則從正面反映了孫中山等革命黨人的反滿思想，揭示滿人的陰險歹毒，窮凶極惡，以及革命黨人應該採取的對策。該書又列舉八種「消滅漢人之方法」，分別為滅農商，滅會黨，滅學生，滅士，滅官吏，滅兵，滅婦女，滅僧道。針對這些文字，其按語部分則仿漢人立場說：「漢人如此寂寂不動，非為彼野種殺盡不止。」:117

## 學者分析
哈佛大學費正清東亞研究中心研究員孔祥吉和東京大学教授村田雄二郎指出，從《滅漢種策》的版權頁上稱「版權所無任人翻刻」可知，該書是一種典型的宣傳品。它是在東京同盟會成立不久刊出的，這種作者署名格式與宋教仁在東京留學生所創辦的革命刊物上的署名非常相似。 《滅漢種策》與《孫逸仙演說》一起在東京大量印刷，然後寄到中國長沙 ，可見該書與孫中山及革命黨人有密切關係。有觀點認爲該書作者是宋教仁:67。
孫中山歷來十分鄙視鎮壓太平天國的漢族人物曾國藩、左宗棠、李鴻章，指斥他們認賊作父，是漢人的不肖子。《滅漢種策》的「滅士」一節中也對曾左李者多有斥責，其眉批按語中說：「甘心為異族奴隸，供他驅使，倒說欲利用他志士，可笑可笑。」這些文字均是革命黨人民族主義思想的真實體現。《滅漢種策》真實反映的是孫中山和革命黨人當時的真實思想，時日本駐長沙副領事井原真漫在報告中指出：「（滅漢種策）作者的旨意，則在於將此書作為煽動學生的革命思想之工具。」

### 在現代的影響
澳大利亞麥格理大學漢學教授凱大熊（英語：Kevin Carrico）指出，漢服運動的支持者不僅將清朝描繪成文化帝國主義者和野蠻人，而且還將其描繪為意圖滅絕漢人的政權，又宣稱滿族人至今仍然存在滅絕漢人的動機。這種明顯偽造的書籍在一個世紀後在網上「復活」，並作為滿族長期意圖實行種族滅絕的證明。凱大熊又指出，《滅漢種策》與在20至21世紀中為反猶主義者所用的、被偽造的《錫安長老會紀要》（書中描述所謂「猶太人征服世界」陰謀的具體計劃）相似。

## 新灭汉种策
在《灭汉种策》刊行的次年，又有一部《新灭汉种策》出版。《新灭汉种策》出版于光绪32年（1906年）九月。该书在内容上为《灭汉种策》的续集，但形式上有一定区别：作者不再匿名，而署名“留美学生宗室札聪”，并且有刊行、发行、印刷者的署名，没有“版权所无，任人翻刻”的字样，看上去更加像正规的出版物。书中作者自叙“咱去年曾有一书，上与政务处某五爷，题著灭汉种八策。现今此书虽已略见施行，然挂千漏万，效力终是不见。故咱斟酌此书，再呈大臣。”:139,140
此作所设定的汉人获得此文本的契机是当时清政府的视察团访美，某旗人留学生写此书欲呈给视察团中的端方，而此书被其一名汉人留学生窃取，并且寄出。由于寄出时英文有误，而寄到了身在日本东京的传播者手里。此书的文体与前作类似，文白混杂，而混杂程度胜于前作，以刻画出一个异族知识分子的形象。此书中加深了对中国的民族主义的叙述，叙述历史人物、事件是严格区分满汉。《灭汉种策》中有“灭士”，而此作中改为“灭学生”，反映了科举、教育情况的变化。:140-142